# Andrzej Bujakiewicz
Andrzej Bujakiewicz (ur. 21 września 1939 w Winnej Górze, zm. 31 marca 2022) – polski dyrygent i pedagog. 
W latach 1974–1990 Andrzej Bujakiewicz był dyrektorem naczelnym i artystycznym Filharmonii Kaliskiej.
Został pochowany 7 kwietnia 2022 na cmentarzu komunalnym na Junikowie w Poznaniu. 

## Nagrody i odznaczenia
- Krzyż Kawalerski Orderu Odrodzenia Polski
- Złoty Krzyż Zasługi
- Medal Komisji Edukacji Narodowej
- Odznaka „Zasłużony Działacz Kultury”
- Nagroda Prezydenta Miasta Kalisza (2009)